# 松新镇
松新镇，是中华人民共和国四川省凉山彝族自治州宁南县下辖的一个乡镇级行政单位。2019年12月，撤销新建乡、新村乡和海子乡，将原新建乡、原新村乡和六铁镇增建村、子各村以及树基村7组热水塘避让搬迁点51户所属行政区域划归松新镇管辖。

## 行政区划
松新镇下辖以下地区：
三岔河社区、五一村、立新村、上游村、塘河村和马桑坪村。